# Protestantyzm w Armenii
Protestantyzm w Armenii – trzecia co do wielkości grupa religijna w tym kraju po ormianach i katolikach. Wyznawany przez około 70 tysięcy wiernych, obejmuje 2,2% populacji. Największe wspólnoty stanowią zielonoświątkowcy (1,3%), ewangelikalni i baptyści.
Rozpowszechnianie protestantyzmu w Armenii odbywało się stopniowo. Dopiero w XIX wieku za sprawą misjonarzy anglo-amerykańskich zyskało szerszy zasięg i w rezultacie protestanci pozyskali wielu wiernych. 
W Armenii działa około 20 kościołów powiązanych z protestanckim nurtem chrześcijaństwa. Do największych denominacji należą:
- Kościoły zielonoświątkowe – 35 tysięcy wiernych w 350 zborach (w tym Kościół Chrześcijan Wiary Ewangelicznej „Jedność” – 15 tys. i Unia Kościołów Wiary Ewangelicznej – 10 tys.[4]),
- Ormiański Kościół Ewangelicki – 11 tysięcy wiernych w 18 kościołach,
- Kościół Baptystyczny – 7 tysięcy wiernych w 125 zborach,
- Grupy charyzmatyczne – 5,28 tysiąca wiernych w 16 zborach.